# Georg Disterer
Georg Disterer (* 1957 in Lübeck) ist Professor für Wirtschaftsinformatik an der Hochschule Hannover.

## Leben
Georg Disterer ist Professor für Wirtschaftsinformatik an der Fakultät Wirtschaft und Informatik der Hochschule Hannover. Seine Lehr- und Forschungsgebiete umfassen Informationsmanagement, Projektmanagement und Wissensmanagement. Sein beruflicher Werdegang schließt langjährige Stationen als Unternehmensberater und als Verwaltungsdirektor ein.

## Publikationen
- Informationstechnologien für die Anwaltskanzlei, Otto Schmidt Verlag 1998, ISBN 978-3-50464401-7.
- mit Friedrich Fels, Andreas Hausotter (Hrsg.): Taschenbuch der Wirtschaftsinformatik, 2. Aufl., Hanser Verlag 2003, ISBN 978-3-446-21973-1.
- mit Carsten Kleiner: Mobile Endgeräte im Unternehmen. Technische Ansätze, Compliance-Anforderungen, Management, Springer Vieweg, 2014, ISBN 978-3-658-07023-6.
- Studien- und Abschlussarbeiten schreiben. Seminar-, Bachelor- und Masterarbeiten in den Wirtschaftswissenschaften, 8. Aufl., Springer Gabler, Berlin 2019, ISBN 978-3-662-59041-6.